# Lycée Fustel-de-Coulanges (Strasbourg)
Pour les articles homonymes, voir Lycée Fustel-de-Coulanges.
Le lycée Fustel-de-Coulanges est un établissement public d'enseignement secondaire général, pourvu de classes préparatoires littéraires aux concours des grandes écoles (prépas dites A/L et B/L). Il accueille aussi l'une des seules prépas à  l'École nationale des chartes de section A (avec le lycée Henri-IV à Paris et Pierre de Fermat à Toulouse). Il est situé en plein centre-ville de Strasbourg, à deux pas de la cathédrale.
Issu d'un établissement fondé à la fin du XVIIe siècle, c'est le plus ancien lycée du département du Bas-Rhin (1804).

## Présentation
Le lycée qui porte le nom de l’historien Numa Denis Fustel de Coulanges est installé au centre de la vieille ville, au pied de la cathédrale et à côté de l’ancien palais épiscopal, le palais Rohan. Il jouxte le Grand Séminaire.
Il prépare au baccalauréat général. Il propose particulièrement l’étude des lettres classiques (latin et grec ancien), des matières artistiques (musique, histoires des arts, arts plastiques), des sections européennes (anglaise et allemande) et dispose de classes à thème : Humanités, Archimède, Patrimoine. Il dispose aussi d'une classe ABIBAC (bac en français et en allemand). Le lycée propose également des langues orientales telles que le chinois, le japonais ou le russe. Les arts visuels et les arts de patrimoines sont enseignés dès la classe de seconde.
L'enseignement des langues anciennes telles que le latin et le grec y sont aussi proposés.
C’est l’un des trois lycées en France qui a une préparation spécifique au concours de l’École des chartes. Les deux autres sont le lycée Henri-IV à Paris et le lycée Pierre-de-Fermat à Toulouse. De plus, il est classé meilleur lycée public de l'académie de Strasbourg.

### Classement du lycée
En 2022, le lycée se classe 2e lycée sur 37 au niveau départemental, et 223e au niveau national. Le classement s'établit sur trois critères : le taux de réussite au bac, la proportion d'élèves de première qui obtient le baccalauréat en ayant fait les deux dernières années de leur scolarité dans l'établissement, et la valeur ajoutée (calculée à partir de l'origine sociale des élèves, de leur âge et de leurs résultats au diplôme national du brevet).

### Classement des classes préparatoires
Le lycée accueille des CPGE littéraires (Khâgnes A/L, B/L, et LSH).
Fustel de Coulanges fait partie des 3 seuls lycées en France à accueillir 2 sections (A et B) pour préparer aux deux concours de l’École nationale des Chartes, avec le lycée Henri-IV à Paris et le lycée Pierre-de-Fermat à Toulouse. En 2018, parmi la dizaine de lycées qui préparent à l'un ou l'autre du concours, le lycée Fustel-de-Coulanges assure la réussite de 5 étudiants à l’École nationale des Chartes, ce qui le place au 2e rang de réussite après le lycée Henri-IV en France.
En 2025, L'Étudiant donnait le classement suivant pour les concours de 2024 :
| Filière | Élèves admis dans une grande école* | Taux d'admission* | Taux moyen sur 5 ans | Classement national 2025 |
| --- | ----------------------------------- | ----------------- | -------------------- | ------------------------ |
| Khâgne A/L | 3 / 28 élèves                       | 10,7 %            | 14,8 % (3e)          | 6e sur 33                |
| Khâgne B/L | 3 / 32 élèves                       | 9,4 %             | 4,5 % (12e)          | 7e sur 32                |
| Khâgne LSH | 0 / 66 élèves                       | 0 %               | 3,7 % (17e)          | 33e sur 81               |
| Source : Classement 2025 des prépas - L'Étudiant (Concours de 2024) * le taux d'admission dépend des grandes écoles retenues par l'étude. En khâgne, ce sont 5 écoles de commerce (HEC, ESSEC, ESCP Europe, EM Lyon, EDHEC), l'ENSAE, l'Ecole Nationale des Chartes et 3 ENS qui ont été retenus par L'Étudiant. |                                     |                   |                      |                          |

## Histoire
Les origines de l'établissement
En 1681, Louis XIV conquiert la ville impériale libre de Strasbourg, ville de langue allemande et de religion protestante. En 1685, année de la révocation de l'édit de Nantes (édit de Fontainebleau), le roi accorde le privilège aux Jésuites de créer un Collège royal jouxtant le Séminaire, afin d'éduquer la jeunesse alsacienne dans la religion catholique et en français. Les bâtiments, d'architecture classique, sont construits au cours du XVIIe siècle.
Au cours de la Révolution française, de 1795 à 1802, les lieux accueillirent une école centrale à l'existence précaire et intermittente.
La création du Lycée impérial (1804)
En 1802, Napoléon Ier instaure les lycées d'État chargés de former l'élite de la Nation. Les bâtiments du l'ancien Collège royal sont affectés au Lycée impérial créé en 1804, ce qui en fait un des plus anciens lycées de France.
L'établissement sera le seul lycée de garçons de la ville de 1804 à 1920, successivement appelé : Collège royal (1815-1848), Lycée national (1848-1851), Lycée impérial (1852-1870), Kaiserliches Lyzeum (allemand) de 1871 à 1918. Il reçoit son nom actuel en 1919.
De 1804 à 1871
En 1846, alors Collège royal de Strasbourg, il accueille un futur grand personnage de l'histoire de France : Jules Ferry, venant du collège de Saint-Dié. Il est présent sur le tableau d'honneur en 1848, remportant le prix d'honneur de philosophie. En 1851, il obtient le baccalauréat et rejoint la faculté de droit de Strasbourg.
La période de l'annexion allemande (1871-1918)
En 1871, à la suite de l'annexion par l'Allemagne de l'Alsace-Lorraine, le lycée devient le « Kaiserliches Lyzeum ».
Quelques problèmes s'ensuivent : ainsi, en 1879, l'élève Charles Andler, âgé de 13 ans, est retiré du lycée par ses parents pour poursuivre ses études en France.
Le XXe siècle
Le 22 novembre 1919, il devient le lycée Fustel-de-Coulanges, en hommage à Numa Denis Fustel de Coulanges (1830-1889), professeur d'histoire à l'université de Strasbourg de 1860 à 1870.
De 1920 à 1930, Alfred Wetzel (né à Zoufftgen) sera censeur de l'établissement. Assigné à résidence par la Gestapo en 1940. Il s'échappe avec sa famille en direction de Paris emportant avec lui des dossiers d'élèves juifs à qui il sauvera la vie.
De l'Annexion en 1940 à la libération de Strasbourg en 1944 (le 23 novembre), le lycée s'appelle Oberschule Erwin von Steinbach, du nom d'un des architectes de la cathédrale.
Jusqu’en 1969, l’établissement scolarise les élèves en classes primaires, de la 11e à la 7e au « petit lycée », situé dans un bâtiment annexe à l’arrière du bâtiment principal, rue du Chapon. Le collège Fustel-de-Coulanges est maintenant situé au 2, rue Jacques-Peirotes.
Le lycée célèbre en 1985 le tricentenaire du Collège royal et en 2004 le bicentenaire du Lycée impérial.

### Initiatives pédagogiques et technologiques

#### Années 1970
En 1974, dans un objectif novateur d'initiation à l'informatique des élèves et enseignants intéressés, le lycée Fustel-de-Coulanges, à Strasbourg, a fait partie de l'opération ministérielle dite « Expérience des 58 lycées » : utilisation de logiciels, enseignement de la programmation et conception de programmes en langage LSE, en club informatique de lycée,, pour 58 établissements de l'enseignement secondaire. À cet effet, dans une première phase, quelques professeurs de l'établissement, enseignants de diverses disciplines, furent préalablement formés de manière lourde à la programmation informatique. Puis, dans une seconde phase, le lycée fut doté d'un ensemble informatique en temps partagé comprenant : un mini-ordinateur français CII Mitra 15 avec disque dur, un lecteur de disquettes 8 pouces, plusieurs terminaux écrans claviers Sintra TTE, un téléimprimeur Teletype ASR-33 (en) et le langage LSE implémenté ; tout ceci ayant permis de mettre en œuvre sur le terrain cette démarche d'avant-garde, grâce à du matériel informatique ultra-moderne pour l'époque.

## Personnalités liées au lycée

### Professeurs
- Georges Chabot, géographe français issu du courant de la géographie classique,
- Louis Lavelle, philosophe et métaphysicien, a été professeur au lycée, avant d'être muté au lycée Henri-IV, puis au lycée Louis-le-Grand à Paris,
- François-Georges Dreyfus, historien et politologue français,
- Francis Rapp, médiéviste, professeur émérite d'Histoire à l'Université de Strasbourg, membre de l'Académie des inscriptions et belles-lettres,
- Robert Steegmann, historien,
- André Tubeuf, professeur de philosophie, puis critique musical et écrivain,
- André Hirt, philosophe français,
- Abraham Deutsch, rabbin français, rédacteur en chef du Bulletin de nos Communautés,
- Julien Freund, philosophe, sociologue et résistant français
- Bernard Baas, philosophe français,
- François-Georges Pariset, historien de l’art français,
- Guillaume Barrera, professeur de philosophie.
- Olivier Andurand, historien
- Caroline Giron-Panel, historienne et musicologue française

### Élèves
- Erich von Manstein, Generalfeldmarschall du Troisième Reich (1894-1899),
- Charles Andler, un des fondateurs des études germaniques en France, professeur au Collège de France (1926-1933),
- Jules Ferry, président du Conseil des années 1880, auteur des lois scolaires de 1881-1882,
- Jacques Cohn, enseignant juif orthodoxe français actif durant la Seconde Guerre mondiale, avec l'Œuvre de secours aux enfants,
- Charles de Foucauld, militaire puis religieux et ermite dans le Sahara,
- Maurice Pons, écrivain français,
- Jean-Louis Koszul, mathématicien français,
- Salomon Gluck, médecin, résistant, déporté et assassiné par les nazis,
- Georges Loinger, résistant, sauveur d'enfants,
- Marcel Marceau, cousin germain du précédent, acteur et mime, créateur du personnage « Bip »,
- Germain Muller, auteur dramatique, acteur, homme politique, poète, chansonnier, humoriste,
- Léon Nisand, résistant,
- Jean-Pierre Kintz, historien français, professeur à l'université de Strasbourg,
- Marie-Georges Picquart, il joue un rôle important dans l'affaire Dreyfus en relevant des indices accusant le commandant Ferdinand Walsin Esterhazy,
- Josy Eisenberg, rabbin, auteur, producteur et réalisateur de télévision français,
- Roland Ries, sénateur-maire de Strasbourg,
- Jean-Michel Truong, consultant et écrivain[20],
- Claude Vigée, poète[21],
- Adèle Van Reeth, philosophe, productrice de radio et chroniqueuse française,
- Robert Aron-Brunetière, dermatologue,
- François Héran, sociologue, anthropologue et démographe français,
- Georges Burdeau, juriste français, spécialisé en science politique,
- Xavier Nessel, homme politique alsacien,
- Cindy Léoni, sous-préfète, ancienne militante associative, syndicale et politique,
- Jean-Claude Walter, poète et écrivain français,
- Jean-Hubert Martin, historien de l’art, conservateur, directeur d’institution et commissaire d’exposition français,
- Jean-Claude Groshens, haut-fonctionnaire français,
- Aliocha Wald Lasowski, universitaire français et professeur de philosophie,
- Caroline Muller, historienne française,
- Alexis Philonenko, philosophe et historien de la philosophie française,
- Julia Abraham, enseignante et personnalité politique membre du RN
- Thierry Mugler, grand couturier et photographe[22].
- Étienne Kern, écrivain